# Hoogrugzalmen
Hoogrugzalmen (Distichodontidae) zijn een familie van straalvinnige vissen uit de orde van Karperzalmachtigen (Characiformes).

## Geslachten
- Belonophago Giltay, 1929
- Congocharax Matthes, 1964
- Distichodus J. P. Müller & Troschel, 1844
- Dundocharax Poll, 1967
- Eugnathichthys Boulenger, 1898
- Hemigrammocharax Pellegrin, 1923
- Hemistichodus Pellegrin, 1900
- Ichthyborus Günther, 1864
- Mesoborus Pellegrin, 1900
- Microstomatichthyoborus Nichols & Griscom, 1917
- Nannaethiops Günther, 1872
- Nannocharax Günther, 1867
- Neolebias Steindachner, 1894
- Paradistichodus Pellegrin, 1922
- Paraphago Boulenger, 1899
- Phago Günther, 1865
- Xenocharax Günther, 1867